# Alt-Tempelhof (metrostation)
Alt-Tempelhof is een station van de metro van Berlijn, gelegen onder de Tempelhofer Damm in de oude dorpskern van het Berlijnse stadsdeel Tempelhof. Het metrostation werd geopend op 28 februari 1966 en maakt deel uit van lijn U6.
Reeds voor de Tweede Wereldoorlog bestonden er plannen voor een verlenging van lijn C (de huidige U6) door het centrum van Tempelhof naar Mariendorf. In de jaren 1930 maakte men een begin met deze verlenging en ontstond ten zuiden van de keersporen van station Tempelhof een tunnel die ongeveer tot de huidige locatie van station Alt-Tempelhof reikte. Iets zuidelijker, ter hoogte van het raadhuis van Tempelhof, bouwde men eveneens een tunnelfragment, bedoeld voor een toekomstig metrostation. De daadwerkelijke aanleg van het traject begon echter pas in 1961. De ruim twintig jaar eerder gebouwde tunnels konden hiervoor gebruikt worden, zij het met enige aanpassingen, omdat het station Alt-Tempelhof in de vernieuwde plannen niet ter hoogte van het raadhuis, maar noordelijker zou komen te liggen.
Station Alt-Tempelhof kwam in ruwbouw gereed in 1962, terwijl de overige stations van de Mariendorfse lijn pas een jaar later gebouwd werden. Het station werd ontworpen door Bruno Grimmek, die vervolgens met pensioen ging. Zijn positie als metroarchitect werd overgenomen door Rainer Rümmler, die voor de andere stations op het zuidelijke deel van de U6 verantwoordelijk zou zijn. De wanden van station Alt-Tempelhof kregen een lichtgrijze betegeling, de zuilen op het eilandperron werden afgewerkt met bakstenen. Net als in station Ullsteinstraße is de vloer geplaveid met vierkante tegels, terwijl de overige metrostations op dit deel van de lijn zoals gebruikelijk een asfalten vloer kregen.
Het station beschikt over uitgangen, via een tussenverdieping, aan beide uiteinden. De inbouw van een lift zou volgens de prioriteitenlijst van de Berlijnse Senaat pas na 2010 plaatsvinden. In 2018 bleek dit nog niet te zijn gerealiseerd.